# Hipersensibilidad de tipo III
Una reacción de hipersensibilidad de tipo III ocurre cuando antígenos y anticuerpos (IgG o IgM) se encuentran presentes en grandes cantidades y en proporciones similares, causando reacciones de precipitación con entrecruzamiento muy extensas.

## Presentación
La hipersensibilidad de tipo III ocurre cuando existe un exceso de antígenos, comparado con una reacción normal, en relación con la cantidad de anticuerpos presentes; esto conduce a la formación de pequeños complejos inmunes que no son capaces de fijar complemento y por lo tanto no son retirados de la circulación. Se caracteriza; porque los antígenos solvatados no se encuentran unidos a las superficies celulares (que es lo que ocurre en la hipersensibilidad de tipo II). Cuando estos antígenos se unen a los anticuerpos se forman complejos inmunes de diferentes tamaños. Los complejos extensos pueden ser eliminados por los macrófagos, pero en comparación los macrófagos suelen tener dificultades para disponer de los complejos inmunes pequeños. Estos complejos inmunes terminan luego "encajados" en vasos sanguíneos de pequeño calibre, articulaciones y glomérulos, causando una gran variedad de síntomas. A diferencia de la variante libre, los complejos inmunes pequeños unidos a los sitios de deposición (tales como vasos de pequeño calibre) son mucho más capaces de interactuar con el sistema del complemento; estos complejos de mediano tamaño, formados con un ligero exceso de antígeno, son reconocidos como altamente patogénicos.
Estos depósitos en los tejidos a menudo provocan una respuesta inflamatoria, y pueden causar daños allí donde precipiten. La causa del daño es el resultado de la acción de las anafilotoxinas producidas por el clivaje de las componentes C3a y C5a del complemento, las cuales, respectivamente, median la liberación de gránulos en los mastocitos (estos gránulos contienen histamina, la cual causa urticaria) y reclutamiento de células inflamatorias hacia el tejido donde se encuentra el depósito. Muchas de estas células inflamatorias poseen actividad lítica, conduciendo al daño del tejido debido a una fagocitosis frustrada de parte de los PMNs y macrófagos.

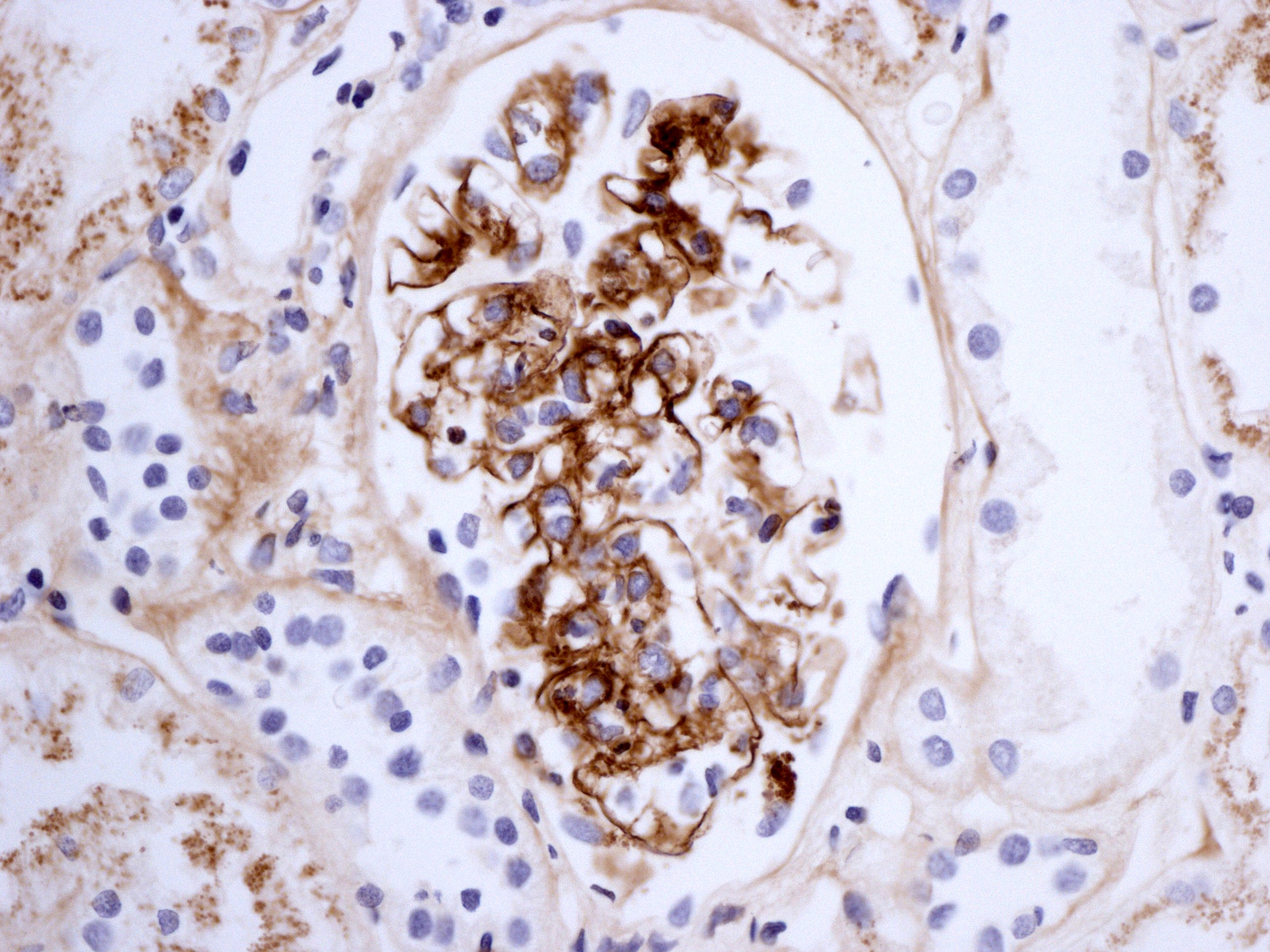
Glomerulonefritis por complejos inmunes, como puede ser observada en la púrpura de Henoch-Schönlein; este es un ejemplo de nefropatía en la que se encuentra involucrada la IgA

La reacción puede tomar horas, días, o incluso semanas en desarrollarse, dependiendo de si hay o no memoria inmunológica relacionada al antígeno precipitante. Típicamente, las manifestaciones clínicas comienzan dentro de la semana posterior al desafío inmunológico, es decir, para cuando los complejos inmunes comienzan a precipitar una respuesta inflamatoria. Debido a la naturaleza de la agregación de anticuerpos, los primeros tejidos que comienzan a manifestarla son aquellos relacionados con la filtración de sangre a altas presiones hidrostáticas y osmóticas, (por ejemplo los sitios de formación de la orina y fluido sinovial, glomérulos y tejidos articulares respectivamente). Es por ello que la vasculitis, glomerulonefritis y artritis son condiciones frecuentemente asociadas a las respuestas de hipersensibilidad de tipo III.
Como se puede observar con algunos métodos de histopatología, la vasculitis necrotizante aguda dentro de los tejidos afectados es un hallazgo frecuente concomitante a la infiltración por neutrófilos, además de una notable deposición de eosinófilos (necrosis fibrinoide). A menudo se puede utilizar microscopía inmunofluorescente para visualizar el depósito de complejos inmunes. La respuesta cutánea a la hipersensibilidad de este tipo se conoce como reacción de Arthus, y se caracteriza por un eritema localizado y cierto grado de induración. La agregación plaquetaria, especialmente en la microvasculatura, puede provocar la formación localizada de coágulos, conduciendo a hemorragias puntuales. Esto tipifica la respuesta a la inyección de antígenos foráneos en cantidad suficiente para provocar la enfermedad del suero.

## Ejemplos
Algunos ejemplos clínicos son:
| Enfermedad                                                                           | Antígeno diana                                            | Principales efectos                         |
| ------------------------------------------------------------------------------------ | --------------------------------------------------------- | ------------------------------------------- |
| Lupus eritematoso sistémico                                                          | Antígenos nucleares                                       | - Nefritis - Lesiones en la piel - Artritis |
| Glomerulonefritis postestreptocócica                                                 | Antígenos de la pared de estreptococos                    | - Nefritis                                  |
| Poliarteritis nodosa                                                                 | antígenos del virus de la hepatitis B                     | - Vasculitis sistémica                      |
| Artritis reactiva                                                                    | Diversos antígenos bacterianos                            | - Artritis aguda                            |
| Enfermedad del suero                                                                 | Varios                                                    | - Artritis - Vasculitis - Nefritis          |
| Reacción de Arthus                                                                   | Varios                                                    | - Vasculitis cutánea                        |
| Pulmón de granjero                                                                   | Antígenos inhalados (frecuentemente moho o polvo de heno) | - Inflamación alveolar                      |
| Púrpura de Henoch–Schönlein                                                          | Desconocida, probablemente patógeno respiratorio          | - Púrpura - Glomerulonefritis               |
| A menos que se encuentre especificado en cada casilla, la referencia por defecto es: |                                                           |                                             |

Otros ejemplos son:
- Endocarditis bacteriana subaguda[8]
- Síntomas de la malaria